# ティアラジオ
緑川光と宮田幸季のティアラジオとは、2007年11月14日に開始されたインターネットラジオ番組である。宮田幸季と緑川光が出演し、略称は「ティアラジ」。リスナーをパール（真珠）とみたて、みんなからのメールから「上品で大人なＢでＬな世界」を作り出していく。2009年7月29日の第44回配信を最後に制作上の都合により更新を休止、その後2011年にはサイト閉鎖となり消滅。

## コーナー

### ビジューな時間
ふつおた。世間話や恋愛相談など、幅広い範囲でメールを紹介している。二人の気まぐれでメールが鑑定（パールの大きさ？形？輝き？それすら不明）されるかもしれない

### 妄想男子！
リスナーがいくつかの簡単な妄想の世界の男子プロフィールを考え二人がそれを元に妄想を膨らませる。また、それが次の更新ではプチドラマとして披露される

### 受け攻めどっち？
リスナーが身近なものを受けと攻めに分類し、それを判定していくコーナー
例：「ポットは受け攻めどっち～？」「注ぎ口が長いから攻め！」

## エピソード
- 出演者の2人を宝石にたとえ、緑川さんをエメラルド、宮田さんをトルマリンとした。そして、エメさま、トルさまと呼ぶ（第2回目から緑川さんの提案でトルさまではなく、マリンちゃんという案が出た）
- リスナーから応募し、挨拶がグラッシューになる
- 隔週水曜日更新
- 昔やっていた「好きしょラジオ」と雰囲気が似ている（本人たちも続けたかったらしい）